# I Can't Explain
I Can't Explain är en låt skriven av Pete Townshend och framförs med hans grupp The Who. Sången släpptes som singel den 15 januari 1965 (första singeln bandet gjorde under namnet The Who) och blev en framgång i Storbritannien. På låten ska Led Zeppelins gitarrist Jimmy Page spela gitarr. När Rolling Stone-bladet skulle ranka de 500 bästa låtarna genom tiderna hamnade låten på 371 plats.

## Mottagande
Låten rankades på position #9 på Pitchfork Medias lista över "1960-talets 200 största låtar", och #59 på Spins lista över de "100 största singlarna genom tiderna".

## Coverversioner
Scorpions spelade in låten på samlingsalbumet Best of Rockers 'n' Ballads 1989.

### Fotnoter
1. ↑  Pitchfork's 200 Greatest Songs of the 1960s
2. ↑  Spin